# Coganomyia ornata
Coganomyia ornata är en tvåvingeart som beskrevs av Dear 1977. Coganomyia ornata ingår i släktet Coganomyia och familjen spyflugor.
Artens utbredningsområde är Angola. Inga underarter finns listade i Catalogue of Life.